# Festuca iranica
Festuca iranica är en gräsart som beskrevs av Evgenii Borisovich Alexeev. Festuca iranica ingår i släktet svinglar, och familjen gräs.
Artens utbredningsområde är Iran. Inga underarter finns listade i Catalogue of Life.